# Aparatownia obliczeniowo-analityczna skażeń
Aparatownia obliczeniowo-analityczna skażeń – zestaw urządzeń do odbioru sygnałów o skażeniach (radiostacje UKF, odbiorniki radiowe KF, aparaty telefoniczne, dalekopis), analizy otrzymanych informacji o skażeniach na tablicy do dwustronnej pracy na mapach, oraz stacje obliczeniowo-analityczne skażeń. Urządzenia te są zainstalowane w samochodzie ciężarowym.
27 czerwca 2018 zawarta została umowa pomiędzy Wojskowymi Zakładami Łączności Nr 2 S.A. a Inspektoratem Uzbrojenia na dostawę trzynastu Aparatowni Obliczeniowo–Analitycznych Skażeń. Aparatownia zamontowana jest w samochodzie ciężarowym marki Jelcz.